# Edward Portielje

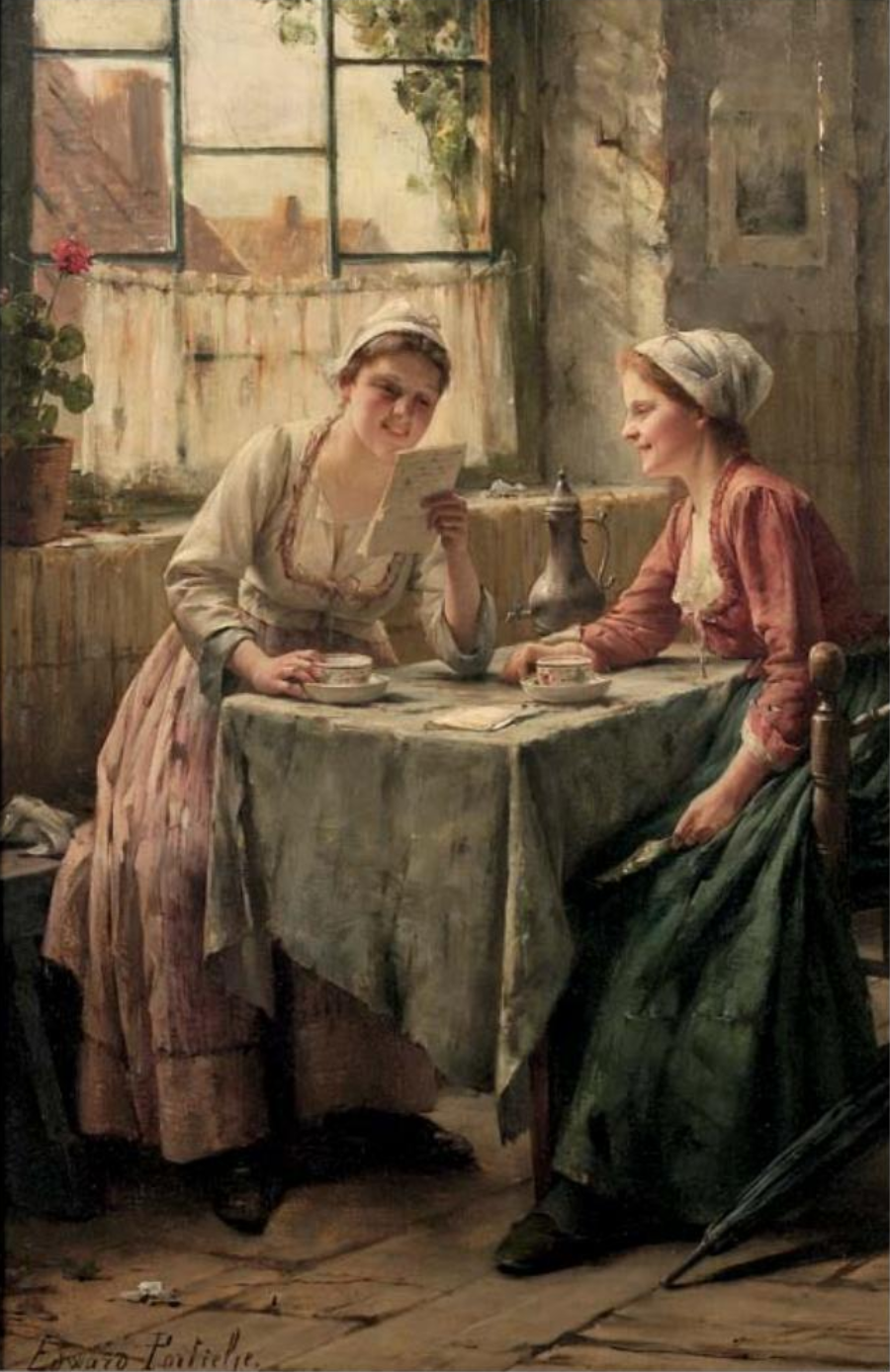
Twee vrouwen delen een brief

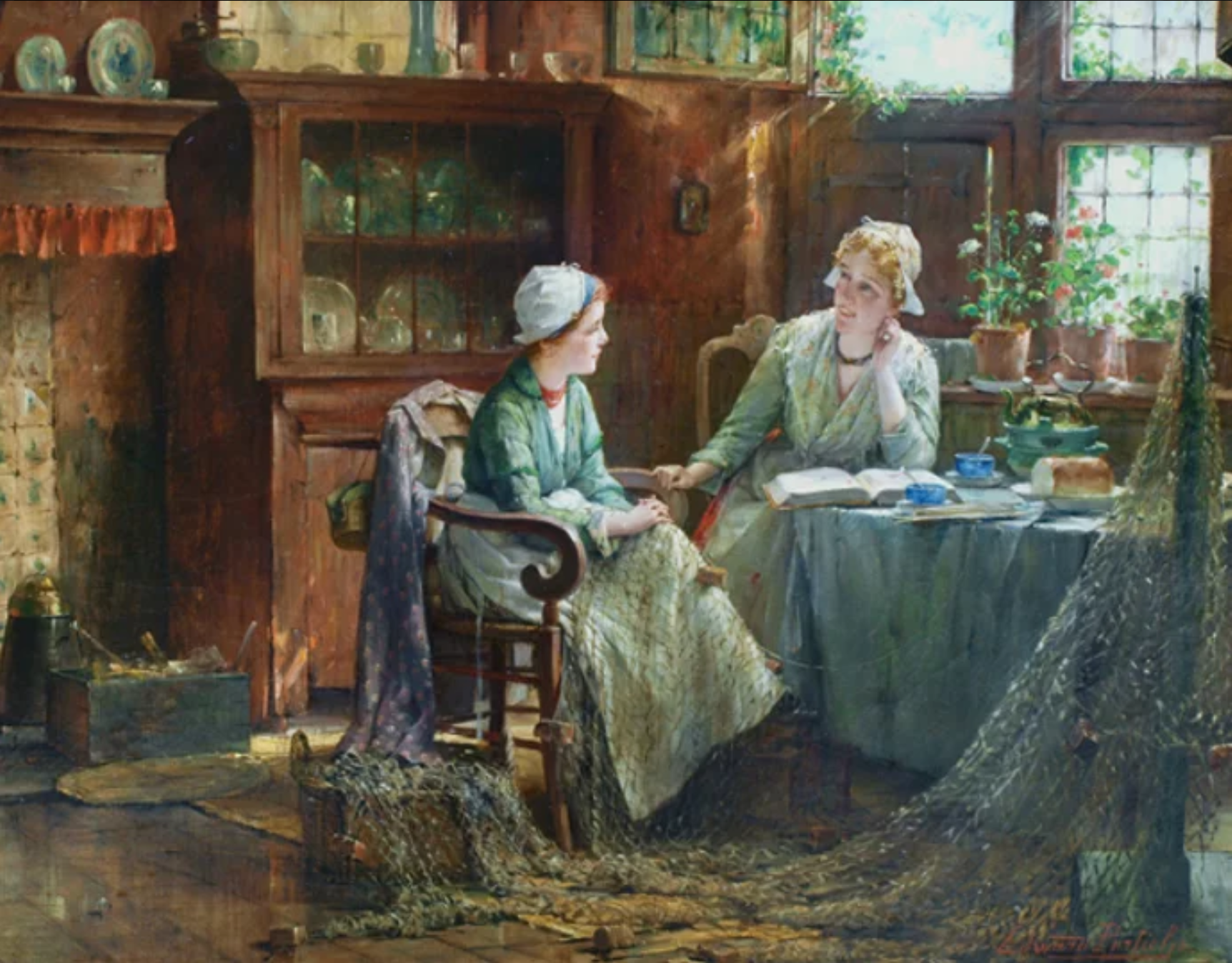
Ochtendgesprek. Het zonlicht en het visnet in de voorgrond zijn typisch voor het werk van Portielje.

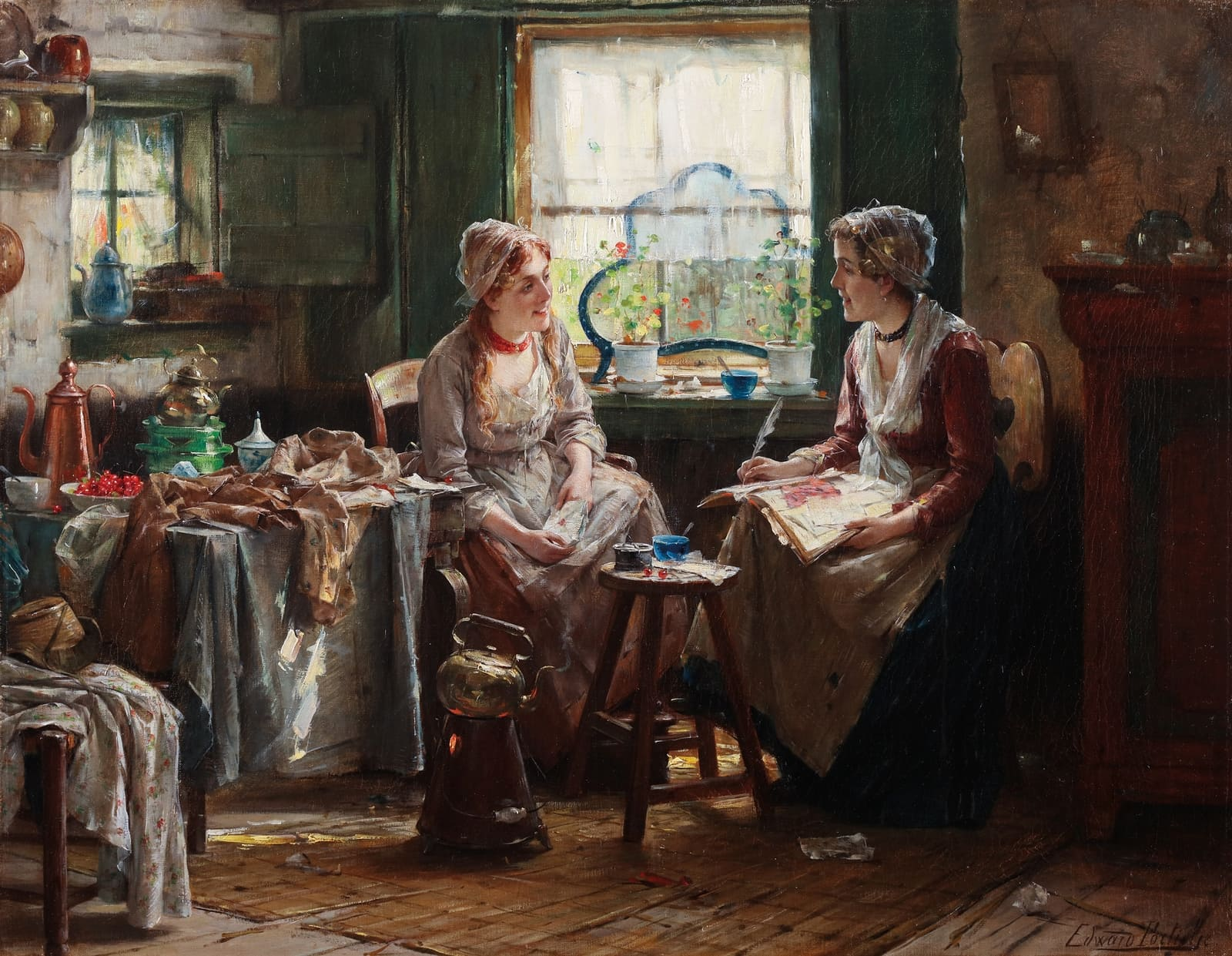
De brief

Edward Portielje (Antwerpen, 8 februari 1861 - aldaar, 18 december 1949) was een Belgisch kunstschilder. Zijn werk is te zien in openbare kunstmusea in Antwerpen, Chicago, Melbourne, Sydney en Bordeaux.

## Leven
Hij was de zoon van kunstschilder Jan Portielje en van Eulalie Lemaire en een jongere broer van kunstschilder Gerard Portielje. Portielje was leerling aan het Atheneum in Antwerpen en volgde vanaf 1873 tegelijk avondlessen aan de Academie (bij onder meer Edward Dujardin). Hij kreeg een eerste schilderopleiding van zijn vader Jan Portielje. Hij volgde voltijds academie van 1877 tot 1881 in de cursus tekenen bij Polydore Beaufaux en schilderen bij Charles Verlat en Nicaise De Keyser.
Hij huwde een eerste keer met Jeanne Marie Cochet. Een tweede huwelijk was er in 1888 met Rosa Hermans bij wie hij één zoon had. Tijdens de Eerste Wereldoorlog woonde hij in Brussel. In 1919 keerde hij terug naar Antwerpen. Edward Portielje ligt begraven op het Schoonselhof.

## Oeuvre
Een korte tijd liepen stijl en onderwerpskeuze parallel met die van zijn broer Gerard. Maar Edward Portielje ontwikkelde een eigen toets met fijn en precies werk en gebruik van eigen themata. Zijn inspiratie vond hij vooral in vissersmilieus in Zeeland. Het zijn traditionele herbergscènes of woonkamers verlevendigd met één, twee, vier of zelfs meer personages. Het zijn dikwijls huiselijke taferelen met moeders met kind, kantklossers, vrouwen die koffieklets houden rond een tafel, geliefden e.d., allen in de toen nog gangbare lokale klederdracht. Behlave deze genrestukken schilderde hij ook marines. Al bij al een tamelijk stereotiep oeuvre. 
Een strakke realistische toets maakte gaandeweg plaats voor een lossere penseelvoering en een gematigd impressionistische benadering. Hij speelde handig met lichtwerkingen van het daglicht dat door open of halfgesloten ramen in de kamers valt.

## Samenwerking
Portielje werkte weinig samen met andere kunstenaars. Voor het verhandelen van zijn schilderijen betrouwde hij op de tussenkomst van de kunsthandelaars Albert D’Huyvetter en daarna vooral op Guillaume Campo. Zowel voor als na de Eerste Wereldoorlog hadden zij een contract. Tijdens het interbellum sloeg dit op de volledige productie waarvoor Campo de enige vertegenwoordiger was, wereldwijd.
Hij werkte aan muurschilderijen voor de Wereldtentoonstelling te Antwerpen in 1894, samen met Edouard de Jans en Joseph Dierickx.

## Tentoonstellingen
- 1893 - Antwerpen, Salle Verlat (samen met zijn vader Jan en broer Gerard)
- 1882, 1891 - Antwerpen, Driejaarlijkse Salons
- 1885, 1888 - Rotterdam, Tentoonstelling van Levende Meesters
- 1887 - Den Haag, Levende Meesters
- 1894 - Antwerpen, Wereldtentoonstelling, sectie “Oud Antwerpen”
- 1888 - Reims
- 1893 - Namur
- 1896 - Mons
- 1927 - Antwerpen, Salle Wijnen (met Gerard Portielje)
- 1928 - Antwerpen, Salle Wijnen (met Gerard Portielje)
- 1930 - Antwerpen, Salle Wijnen (individueel)

## Trivia
- Voerde decoratieve geschilderde panelen uit voor de Wereldtentoonstelling 1894 in Antwerpen, samen met Edouard de Jans en Pierre-Jacques Dierckx.
- Reproducties van werken op kalenders uitgegeven door de Antwerpse drukker Ratinckx.